# Nokia N97
El Nokia N97 es un teléfono móvil 3G de categoría smartphone creado por la empresa Nokia y enfocado a las redes sociales, posee una pantalla táctil resistiva TFT de 3,5 pulgadas, y una memoria de 32 GB internos, expandibles mediante MicroSD. Tiene una cámara digital de 5 megapíxeles con selección de foco mediante tocar la zona deseada para enfocar, graba vídeos en calidad VGA con 30 fps. Además su cámara tiene zoom digital, y Flash de doble LED.
Tiene una batería con 430 horas de duración Stand-By y 6 horas 40 minutos en conversación. Posee reproductor multimedia y Radio FM. Incorpora altavoces estéreo y brújula digital.
Cuenta con el sistema operativo Symbian OS v9.4, Series 60 rel. 5.
Hace uso del A-GPS y un puerto micro USB. Posee un formato slider lateral, el cual abierto toma un ángulo de aproximadamente 35 grados y revela el teclado QWERTY completo. Envía SMS, MMS, Mensajes instantáneos y Mensajes de correo electrónico. Soporta la tecnología Java 2.0 y FlashLite 3 para la visualización de contenido y vídeos en esta tecnología como YouTube y gracias al soporte de redes HSDPA, permite navegar hasta 3,6 Mbps, cuenta con sensores de movimiento y aproximación para evitar acciones no deseadas en la pantalla. Además es compatible con los juegos de N-Gage.

## Especificaciones
- Sistema Operativo: Symbian S60
- CPU: 434 MHz ARM11
- Memoria (RAMFlashMMC): 32GB internos,ranura microSDHC y 128 MiB RAM.
- Frecuencias GSM: 850/900/1800/1900 MHz
- Frecuencias HSDPA: 900/1900/2100 u 850/1900/2100 MHz
- GPRS: Sí, clase 32
- EDGE (EGPRS): Sí, clase 32
- 3G: HSDPA (3.5G), 3,6 Mbit/s
- Pantalla principal: TFT resistiva, 265.000 colores, 360x640 píxeles, 3,5 pulgadas.
- Cámara: VGA(640 x 480), 2x zoom digital , 5 MP,  óptica Carl Zeiss, autoenfoque, vídeo (VGA@30fps), Flash con doble LED, f/2,8, 5,4 mm distancia focal
- Grabación de vídeo: Sí, MPEG-4 640x480 a 30fps, nHD 16:9, MPEG-4 SP 640x352 a 30fps
- Mensajes Multimedia: Sí
- Vídeo llamadas: Sí
- Java: Sí, MIDP 2.0
- Expansión: Sí, microSDHC, hotswap, 16 GB máximo
- Bluetooth: Sí, 2.0+EDR+A2DP
- Infrarrojos: No
- Cable de datos: Sí, Micro USB 2.0, Nokia AV 3,5 mm
- Navegador: WAP 2.0/xHTML, HTML, RSS feeds, Flash
- Correos: Sí
- Radio: Radio FM estéreo con RDS
- GPS: Sí, A-GPS
- Reproductor de música: Sí, AAC, eAAC, eAAC+, MP3, WMA
- Reproductor de vídeo: Sí, H.264/AVC, MPEG-4, RealVideo 7,8,9/10, WMV 9 a 30fps
- Tonos polifónicos: Sí, 64 canales
- Timbre: Sí - MIDI, AMR (NB-AMR), WAV, MP3, AAC2
- Altavóz HF: Sí
- Modo offline: Sí
- Batería: BP-4L 3,7V 1500 mAh
- Tiempo en conversación: Hasta 9,5 horas (GSM), 6,0 horas (WCDMA)
- Tiempo en espera: Hasta 18 días (GSM), 17 días(WCDMA)
- Peso: 150 gramos
- Dimensiones: 117,2 x 55,3 x 15,9 mm
- SAR: 0,5 W/kg
- VOIP: Skype
- Sensores: Soporte A-GPS, Nokia Maps 3.0 Touch, brújula digital, Salida TV, visor de documentos, Nokia Photo Browser, Transmisor FM

## Software
El Nokia N97 utiliza el sistema operativo Symbian OS S60 5th Edition (OS v9.4). Con Nokia Suites, así como PC Suite y Ovi Suite se pueden transferir archivos y datos entre el Nokia N97 y el ordenador.
Se puede almacenar más de 200 GB de memoria externa

## Nokia N97 mini
En septiembre de 2009, Nokia presentó una nueva versión del N97, el N97 mini, de similares características técnicas pero con un tamaño inferior. Otras diferencias con respecto al modelo original son la pantalla reducida, memoria flash de 8 GB (frente a 32 GB del N97 original), la carencia de la plataforma de juegos N-Gage 2.0 y algunos errores solventados del modelo original. También una reducción del tamaño de la pantalla de 0,2 pulgadas, aunque manteniendo la misma resolución.
Uno de los principales atractivos de la nueva versión, son sus acabados(metal), de mayor calidad que en el N97 y las teclas direccionales están al lado derecho.
El modelo "mini" puede ser adquirido por unos 100€ menos que el N97 original.